# Ignacio González González
Ignacio González González (Madrid, 19 oktober 1960) is een Spaans politicus van de conservatieve partij Partido Popular (PP) en voormalig president van de regio Madrid tussen 2012, toen zijn voorganger Esperanza Aguirre aftrad, en 2015. Onder Aguirre was hij van 2003 tot 2012 vicepresident van die regio, en woordvoerder van de regionale regering, en van 2009 tot 2012 was hij bovendien de regionale minister van onderwijs.
Op 21 april 2017 werd hij in hechtenis genomen voor zijn mogelijke betrokkenheid bij de zaak-Lezo, een corruptieschandaal rondom Canal de Isabel II, het waterbedrijf van de regio Madrid. De Audiencia Nacional heeft de hand weten te leggen op 5,4 miljoen dollar die González verborgen hield in Colombia en Panama. In dat eerste land stonden er bovendien meerdere onroerende goederen op zijn naam. In deze rechtszaak is anno juni 2020 nog geen uitspraak gedaan.  